# 29.ª Bienal Internacional de Arte de São Paulo
A 29ª Bienal Internacional de Arte de São Paulo aconteceu entre setembro e dezembro de 2010 com Moacir dos Anjos como coordenador-geral da equipe de curadores.

## Artistas participantes
| - Adrian Piper - Aernout Mik - Ai Weiwei - Albano Afonso - Alberto Greco - Alessandra Sanguinetti - Alfredo Jaar - Alice Miceli - Allan Sekula - Allora & Calzadilla - Amar Kanwar - Amelia Toledo - Ana Gallardo - Andrea Büttner - Andrea Geyer - Andrew Esiebo - Anna Maria Maiolino - Anri Sala - Antonieta Sosa - Antonio Dias - Antonio Manuel - Antonio Vega Macotela - Apichatpong Weerasethakul - Archigram Group - Artur Barrio - Artur Zmijewski - CADA - Cao Fei - Carlos Bunga - Carlos Garaicoa - Carlos Teixeira - Carlos Vergara - Carlos Zílio - Chantal Akerman - Chen Chieh-jen - Chim Pom - Cildo Meireles - Cínthia Marcelle - Claudia Joskowicz - Claudio Perna | - Daniel Senise - David Claerbout - David Cury - David Goldblatt - David Lamelas - David Maljkovic - Deimantas Narkevicius - Dora Garcia - Douglas Gordon - Eduardo Coimbra - Eduardo Navarro - Efrain Almeida - Emily Jacir - Enrique Jezik - Ernesto Neto - Fernando Lindote - Filipa César - Fiona Tan - Flávio de Carvalho - Francis Alÿs - Gabriel Acevedo Velarde - Gil Vicente - Graziela Kunsch - Grupo de Vanguardia - Grupo Rex - Gustav Metzger - Guy de Cointet - Guy Veloso - Harun Farocki - Hélio Oiticica - Henrique Oliveira - High Red Center - Isa Genzken - J. Deller e Grizedale - Jacobo Borges - James Coleman - Jean-Luc Godard - Jimmie Durham - Joachim Koester - Jonas Mekas | - Jonathas de Andrade - José Leonilson - José Spaniol - Joseph Kosuth - Juliana Stein - Julie Ault e Martin Beck - Karina Skvirsky Aguilera - Kboco e Roberto Loeb - Kendell Geers - Kiluanji Kia Henda - Kimathi Donkor - Kutlug Ataman - Livio Tragtenberg - Luiz Zerbini - Lygia Pape - M. Dardot e Fabio Morais - Manfred Pernice - Manon de Boer - Marcelo Silveira - Marcius Galan - Maria Lusitano Santos - Maria Thereza Alves - Mário Garcia Torres - Marta Minujín - Mateo López - Matheus Rocha Pitta - Miguel Angel Rojas - Miguel Rio Branco - Milton Machado - Mira Schendel - Monir Shahroudi - Moshekwa Langa - Nan Goldin - Nancy Spero - Nástio Mosquito - Nelson Leirner - Nnenna Okore - NS Harsha - Nuno Ramos - Oscar Bony | - Oswaldo Goeldi - Otobong Nkanga - Otolith Group - Palle Nielsen - Paulo Bruscky - Pedro Barateiro - Pedro Costa - Pixação SP - Qiu Anxiong - Raqs Media Colective - Roberto Jacoby - Rochele Costi - Rodrigo Andrade - Ronald Duarte - Rosangela Rennó - Runa Islam - Samuel Beckett - Sandra Gamarra - Sara Ramo - Simon Fujiwara - Sophie Ristelhueber - Steve McQueen - Sue Tompkins - Superstudio - Susan Philipsz - Tacita Dean - Tamar Guimarães - Tatiana Blass - Tatiana Trouvé - Tobias Putrih - UNStudio - Wendelien van Oldenborgh - Wilfredo Prieto - Yael Bartana - Yoel Diaz Vázquez - Yonamine Miguel - Zanele Muholi - Zarina Bhimji |